# جنی ماکال
جنی ماکال (انگلیسی: Jenny Maakal; ۲ اوت ۱۹۱۳ – ۱۵ سپتامبر ۲۰۰۲) شناگر اهل آفریقای جنوبی بود.